# Вест Марион (Северна Каролина)
Вест Марион (енгл. West Marion) насељено је место без административног статуса у америчкој савезној држави Северна Каролина.

## Демографија
По попису из 2010. године број становника је 1.348, што је 208 (-13,4%) становника мање него 2000. године.
| Група             | 2000.         | 2010.         |
| Белци             | 1.412 (90,7%) | 1.230 (91,2%) |
| Афроамериканци    | 80 (5,1%)     | 60 (4,5%)     |
| Азијати           | 2 (0,1%)      | 7 (0,5%)      |
| Хиспаноамериканци | 34 (2,2%)     | 44 (3,3%)     |
| Укупно            | 1.556         | 1.348         |